# Tête Blanche (Alpy Pennińskie)
Tête Blanche – szczyt w Alpach Pennińskich, w masywie Bouquetins. Leży na granicy między Szwajcarią (kanton Valais) a Włochami (region Dolina Aosty). Szczyt można zdobyć ze schronisk Rifugio Aosta (2788 m) po stronie włoskiej lub Cabane du Trient (3170 m) i Albert Premier Hut (2702 m) po stronie szwajcarskiej.